# Uppskjutet underhåll
Uppskjutet underhåll innebär att underhållsåtgärder som behöver ske på en maskin, anläggning, fastighet eller infrastruktur genomförs vid ett senare tillfälle. Anledningarna till detta kan vara att det inte är möjligt att utföra underhållsåtgärderna vid en viss tidpunkt eller vill spara på kostnader, till exempel personal eller material. Om man väljer att dra ner på underhållet orsakar det oftast högre kostnader eller helt utebliven funktion än om sedvanligt underhåll hade utförts.
Ett exempel på uppskjutet underhåll kan vara att man inte ger en bil den service som tillverkaren rekommenderar. Bilen kommer till slut att fungera sämre och sämre och rentav gå sönder helt och hållet. Uttrycket används bland annat vid bristande satsningar på ett lands infrastruktur.
Underhåll är ofta en kostnadskrävande post i en budget och medel som avsatts för ändamålet kanske behövs någon annanstans, permanent eller tillfälligt. Uppskjutet underhåll märks ofta inte till en början och därför kan det ta tid för ansvariga att reagera på rapporter om bristande funktion, om det över huvud taget kommer till deras kännedom.
Underhållsneddragningar som beror på bristande ekonomi kan resultera i ökade säkerhetsrisker, dålig service, högre framtida kostnader och dålig funktionalitet.